# Faucherea
Faucherea é um género botânico pertencente à família Sapotaceae.